# Ruta CH-235
Es una Carretera Chilena que abarca la Región de Los Lagos en el Sur de Chile. La Ruta se inicia en Villa Santa Lucía (Chile) y finaliza en el Paso Fronterizo Palena-Río Encuentro, a 250 m s. n. m.

## Áreas Geográficas y Urbanas
- kilómetro 0 Villa Santa Lucía (Chile).
- kilómetro 11 La Cabaña.
- kilómetro 24 Puerto Piedra.
- kilómetro 30 Puerto Ramírez.
- kilómetro 73 Comuna de Palena.
- kilómetro 78 Paso Fronterizo Río Encuentro.

## Aduanas
- Complejo Fronterizo Palena-Río Encuentro Emplazado entre extensos campos y bosques a 250 metros.
- Documentos Aduanas Chile, Servicio Agrícola Ganadero, Policía de Investigaciones y Carabineros en Tenencia Río Encuentro (Para salir del país se requiere un salvoconducto que se obtiene en Policía Internacional de Castro o Puerto Montt).
- Horario Esta avanzada se encuentra abierta de 8 a 20 horas.

## Sectores de la Ruta
- Villa Santa Lucía-Paso Fronterizo Río Encuentro Carretera Consolidada.

- Datos: Q6113924